# Russelia teres
Russelia teres är en grobladsväxtart som beskrevs av Cyrus Longworth Lundell. Russelia teres ingår i släktet Russelia och familjen grobladsväxter. Inga underarter finns listade i Catalogue of Life.